# Pericoma alaeoensis
Pericoma alaeoensis és una espècie d'insecte dípter pertanyent a la família dels psicòdids que es troba a l'Himàlaia.